# 1931年ウィンブルドン選手権
1931年 ウィンブルドン選手権（1931ねんウィンブルドンせんしゅけん、The Championships, Wimbledon 1931）に関する記事。イギリス・ロンドン郊外にある「オールイングランド・ローンテニス・アンド・クローケー・クラブ」にて開催。

## シード選手

### 男子シングルス
1. ジャン・ボロトラ　（ベスト4）
2. アンリ・コシェ　（1回戦）
3. フランク・シールズ　（準優勝、不戦敗）
4. クリスチャン・ボッサス　（4回戦）
5. フレッド・ペリー　（ベスト4）
6. ヘンリー・オースチン　（ベスト8）
7. シドニー・ウッド　（初優勝）
8. 佐藤次郎　（ベスト8）

### 女子シングルス
1. シリー・アウセム　（初優勝）
2. ベティ・ナットール　（ベスト8）
3. シモーヌ・マチュー　（ベスト4）
4. ヒルデ・クラーヴィンケル　（準優勝）
5. リリ・デ・アルバレス　（3回戦）
6. ヘレン・ジェイコブス　（ベスト4）
7. フィリス・マドフォード　（3回戦）
8. アイリーン・ベネット　（4回戦）

### 男子ダブルス
1. ジョージ・ロット＆ ジョン・バン・リン
2. アンリ・コシェ＆ ジャック・ブルニョン
3. フレッド・ペリー＆ ジョージ・ヒューズ
4. イアン・コリンズ＆ コリン・グレゴリー

### 女子ダブルス
1. ベティ・ナットール＆ アイリーン・ベネット
2. シリー・アウセム＆ ヒルデ・クラーヴィンケル
3. フィービ・ワトソン＆ ペギー・ソーンダース
4. ドリス・メタクサ＆ ヨサンヌ・シガール

### 混合ダブルス
1. アンリ・コシェ＆ アイリーン・ベネット
2. パトリック・スペンス＆ ベティ・ナットール
3. バーノン・カービー＆ ヨサンヌ・シガール
4. ジョージ・ヒューズ＆ アーミントルード・ハーベイ

## 大会経過

### 男子シングルス
準々決勝
- ジャン・ボロトラ vs.  佐藤次郎　6-2, 6-3, 4-6, 6-4
- フランク・シールズ vs.  ヘンリー・オースチン　6-3, 2-6, 5-7, 7-5, 6-1
- シドニー・ウッド vs.  ジョージ・ヒューズ　4-6, 6-4, 6-3, 6-1
- フレッド・ペリー vs.  ジョン・バン・リン　6-4, 8-6, 7-5

準決勝
- フランク・シールズ vs.  ジャン・ボロトラ　7-5, 3-6, 6-4, 6-4
- シドニー・ウッド vs.  フレッド・ペリー　4-6, 6-2, 6-4, 6-2

### 女子シングルス
準々決勝
- シリー・アウセム vs.  ロレット・パヨー　2-6, 6-2, 6-1
- シモーヌ・マチュー vs.  マーガレット・スクリブン　1-6, 6-2, 7-5
- ヒルデ・クラーヴィンケル vs.  ドロシー・ラウンド　7-5, 6-3
- ヘレン・ジェイコブス vs.  ベティ・ナットール　6-2, 6-3

準決勝
- シリー・アウセム vs.  シモーヌ・マチュー　6-0, 2-6, 6-3
- ヒルデ・クラーヴィンケル vs.  ヘレン・ジェイコブス　10-8, 0-6, 6-4

## 決勝戦の結果
男子シングルス
- シドニー・ウッド vs.  フランク・シールズ　不戦勝

女子シングルス
- シリー・アウセム vs.  ヒルデ・クラーヴィンケル　6-2, 7-5

男子ダブルス
- ジョージ・ロット＆ ジョン・バン・リン vs.  アンリ・コシェ＆ ジャック・ブルニョン　6-2, 10-8, 9-11, 3-6, 6-3

女子ダブルス
- ドロシー・シェパード＝バロン＆ フィリス・マドフォード vs.  ドリス・メタクサ＆ ヨサンヌ・シガール　3-6, 6-3, 6-4

混合ダブルス
- ジョージ・ロット＆ アンナ・ハーパー vs.  イアン・コリンズ＆ ジョーン・リドレー　6-3, 1-6, 6-1